# Sumber Mulyo (Marbau)
Sumber Mulyo is een bestuurslaag in het regentschap Labuhan Batu Utara van de provincie Noord-Sumatra, Indonesië. Sumber Mulyo telt 3259 inwoners (volkstelling 2010).